# 塔姆沃思
塔姆沃思（英語：Tamworth）是英國的一座城市，位於英格蘭的斯塔福德郡。市內有古堡。2001年人口普查時，塔姆沃思的人口有74,531人。市內的主要產業有物流、工程機械、服裝、磚瓦和造紙。塔姆沃思自撒克遜時代就已經存在，在歷史上曾是相當重要的都市。中世紀時期塔姆沃思是座小集鎮。並且舉行過展覽會。工業革命期間，塔姆沃思快速發展。許多運河在這裡交匯，並且修築了鐵路。塔姆沃思的人口在戰後快速增長。市內有兩個自然保護區。

## 外部連結
- Tamworth Information Centre （页面存档备份，存于）
- Tamworth's Local Paper （页面存档备份，存于）
- Tamworth Council （页面存档备份，存于）